# Tony Anselmo
Tony Anselmo (Salt Lake City, 18 febbraio 1960) è un animatore e doppiatore statunitense.

## Biografia
Formatosi presso la California Institute of the Arts, dal 1985, dopo la morte di Clarence Nash, dà la voce al personaggio di Paperino.
Il suo primo incontro con Clarence Nash avvenne per caso: tra le voci, quella di Paperino era l'unica che non riusciva ad imitare, dato che non riusciva a riprodurre il suono, fu Nash ad insegnargli la tecnica, iniziando poi a prepararlo personalmente negli ultimi tre anni della sua vita. 
Il giovane animatore considerava il fatto come un passatempo, fu quindi sorpreso di scoprire, nel 1984, che il suo mentore era malato di leucemia e che lo stava preparando a succedergli. Tony Anselmo diventò così la seconda e attuale voce inglese di Paperino alla morte di Nash il 20 febbraio 1985, due giorni dopo aver compiuto venticinque anni.
Dal settembre 2009 insieme al collega Bill Farmer (voce di Pippo) e a molti altri personaggi è una delle Disney Legends (la Hall of fame della Disney).

## Filmografia

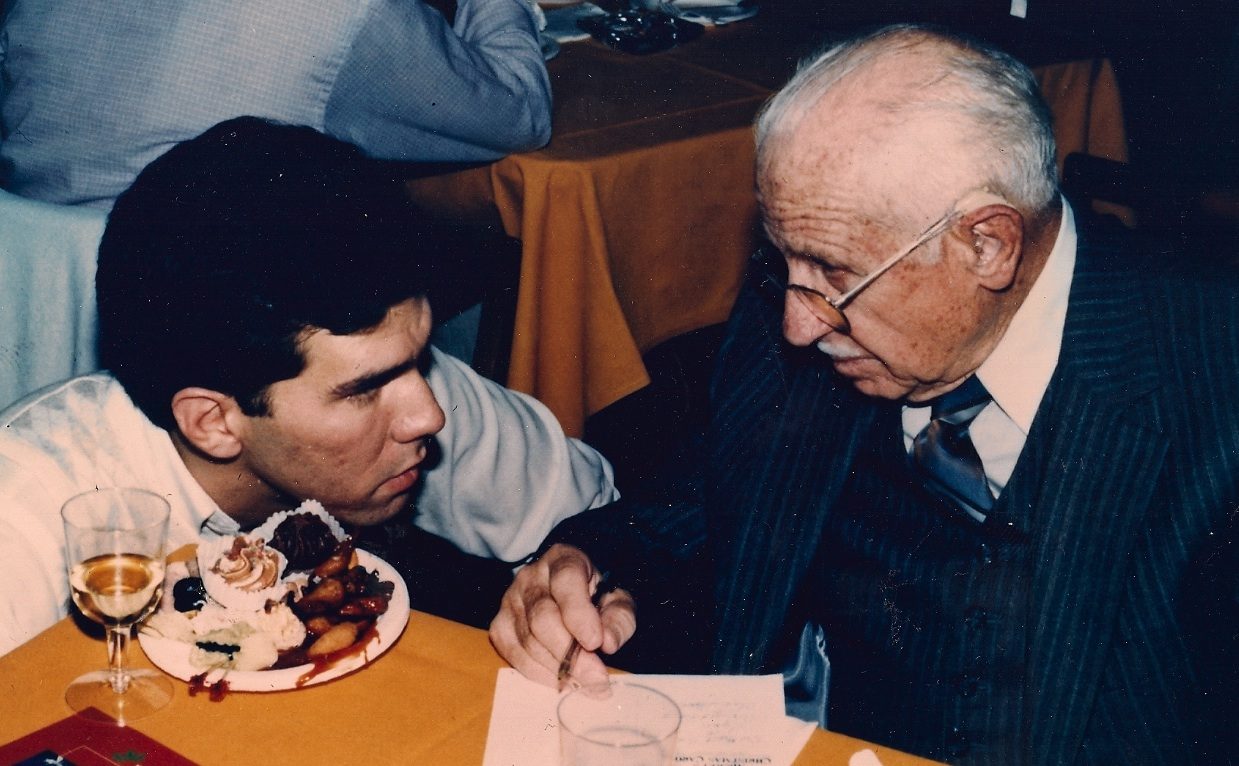
Anselmo con Clarence Nash negli anni ottanta

### Animazione
- Taron e la pentola magica (The Black Cauldron), regia di Ted Berman e Richard Rich (1985)
- Basil l'investigatopo (The Great Mouse Detective), regia di Ron Clements, John Musker, Burny Mattinson e David Michener (1986)
- Oliver & Company, regia di George Scribner (1988)
- La sirenetta (The Little Mermaid), regia di Ron Clements e John Musker (1989)
- La bella e la bestia (Beauty and the Beast), regia di Gary Trousdale e Kirk Wise (1991)
- Aladdin, regia di Ron Clements e John Musker (1992)
- Il re leone (The Lion King), regia di Roger Allers e Rob Minkoff (1994)
- Il gobbo di Notre Dame (The Hunchback of Notre Dame), regia di Gary Trousdale e Kirk Wise (1996)
- Hercules, regia di Ron Clements e John Musker (1997)
- Mulan, regia di Tony Bancroft e Barry Cook (1998)
- Mucche alla riscossa (Home on the Range), regia di Will Finn e John Sanford (2004)
- Winnie the Pooh e gli Efelanti (Pooh's Heffalump Movie), regia di Frank Nissen (2005)

### Animazione e dipartimento artistico
- La casa di Topolino (Mickey Mouse Clubhouse) - serie TV, episodio 1x27 (2006)

## Doppiaggio

### Film
- Guardia Thug numero 4 in Basil l'investigatopo
- Paperino in DuckTales - Avventure di paperi, Chi ha incastrato Roger Rabbit, Il principe e il povero, Bonkers - Gatto combinaguai, Quack Pack - La banda dei paperi, Topolino e la magia del Natale, Mickey Mouse Works, Fantasia 2000, House of Mouse - Il Topoclub, Il bianco Natale di Topolino - È festa in casa Disney, Topolino & i cattivi Disney, Topolino, Paperino, Pippo: I tre moschettieri, Topolino strepitoso Natale!, La casa di Topolino, Topolino, DuckTales, Il re leone 3 - Hakuna Matata, Il meraviglioso mondo di Topolino
- Qui, Quo, Qua in House of Mouse - Il Topoclub, Il bianco Natale di Topolino - È festa in casa Disney, Topolino & i cattivi Disney (Qui, Quo, Qua)

### Videogiochi
- Kingdom Hearts - Paperino